# Барберена, Марлине
Марли́не дель Кармен Барберена Пёнье (исп. Marline del Carmen Barberena Peugnet; род. 24 мая 1987, Майами, Флорида) — никарагуанская модель, «Мисс Никарагуа 2014», участница конкурса «Мисс Вселенная 2014».

## Биография
Марлине Барберена родилась 24 мая 1987 года в Майами.
Барберена получила степень в области делового администрирования и менеджмента. 
15 марта 2014 года Марлине стала победительницей национального конкурса красоты «Мисс Никарагуа», на котором она представляла Чинандегу. Победа на национальном конкурсе красоты позволила ей принять участие в международном конкурсе красоты «Мисс Вселенная 2014», на котором она не смогла пробиться в финал.